# М'юті
М'юті (англ. The Ritual Killer, дослівно «Ритуальний вбивця») — американський бойовик-трилер 2023 року режисера Джорджа Галло за сценарієм, написаним у співавторстві Дженніфером Вербе, Бобом Бауерсоксом та Лукою Джеліберто. У головних ролях зіграли Коул Гаузер та 85-річний Морган Фрімен. Фільм вийшов у прокат на Screen Media та Redbox Entertainment 10 березня 2023 року.

## Сюжет
Важко переживаючи смерть загибель власної доньки, детектив Лукас Бойд вирішує самостійно вистежити серійного вбивцю. Той убиває своїх жертв з дотриманням певної моторошної послідовності. Це свідчить про те, що злочинець розуміється на старовинних ритуалах, відомих як М'юті. Єдина людина, яка може допомогти Бойду, бо добре знає ці ритуали, це професор Маклз. Він антрополог, що вивчає древні культи. Але він також приховує якусь страшну таємницю. Детектив Бойд от-от має піти на пенсію, але не може сидіти склавши руки. Він починає вивчати закони чорної магії, аби краще зрозуміти злочинця, якого він прагне зупинити.

## У ролях
- Морган Фрімен — професор Маклз
- Коул Гаузер — детектив Лукас Бойд
- Вернон Девіс — Рандок
- Джузеппе Зено — інспектор Марі Лавацці
- Мюріель Гілер — детектив Керш
- Люк Стратт-МакКлюр — детектив Клауссен
- Маюмі Роллер — Ділі Бойд
- Браян Курландер — Шелбі Фарнер
- Джулі Лотт — доктор Мангейм
- Дестіні Лорен — Кеті Франклін
- Піеер Стормаре — капітан Маршан
- Аврора Кассіо — сержант Даунс
- Муріель Ілер

## Виробництво
У серпні 2021 року повідомлялося, що Джордж Галло зніме бойовик-трилер М'юті. Сценарій написали Боб Бауерсокс, Дженніфер Леммон, Франческо Чінквемані, Джорджія Янноне, Лука Джіліберто та Фердінандо Делл'Омо за сцеераєм Джо Леммона, Чінквемані та Янноне. Також повідомили про участь у фільмі Коула Гаузера, Моргана Фрімена, Пітера Стормаре та Вернон Девіс Знімання почали того ж місяця в Джексоні, штат Міссісіпі в США. Під час роботи до акторського складу приєдналися Мюріель Гілер та Джулі Лотт. Додатково знімання відбувалося також у Римі в Італії.

## Реліз
У вересні 2021 року Redbox Entertainment придбала права на розповсюдження фільму в США та Канаді. У лютому 2023 року вийшов трейлер фільму, який розкриває його нову дослівну назву «Ритуальний вбивця» (в українському прокаті фільм називається «М'юті». 10 березня 2023 року фільм вийшов за сприяння компанії Screen Media у кінотеатрах на замовлення та як ексклюзивний DVD та Blu-Ray Redbox

### Критичне прийняття
На вебсайті агрегатора оглядів Rotten Tomatoes 11 % із 9 відгуків критиків є позитивними із середнім рейтингом 2,90/10.